# Shirratshokka
Shirratshokka är en kulle i Finland. Den ligger i Utsjoki kommun i landskapet Lappland, i den norra delen av landet, 1 100 km norr om huvudstaden Helsingfors. Toppen på Shirratshokka är 351 meter över havet, eller 73 meter över den omgivande terrängen. Bredden vid basen är 2,8 km.
Terrängen runt Shirratshokka är platt åt sydväst, men åt nordost är den kuperad.  Trakten runt Shirratshokka är nära nog obefolkad, med mindre än två invånare per kvadratkilometer. Närmaste större samhälle är Utsjoki by, 16,9 km norr om Shirratshokka. Omgivningarna runt Shirratshokka är i huvudsak ett öppet busklandskap.